# Johnson County, Iowa
Johnson County är ett administrativt område i delstaten Iowa, USA, med 130 882 invånare. Den administrativa huvudorten (county seat) är Iowa City.

## Geografi
Enligt United States Census Bureau har countyt en total area på 1 614 km². 1 590 km² av den arean är land och 23 km² är vatten.

### Angränsande countyn
- Linn County - nord
- Cedar County - nordost
- Muscatine County & Louisa County - sydost
- Washington County - sydväst
- Iowa County - väst
- Benton County - nordväst

### Orter
- Coralville
- Hills
- Iowa City (huvudort)
- Lone Tree
- North Liberty
- Oxford
- Shueyville
- Solon
- Swisher
- Tiffin
- University Heights
- West Branch (delvis i Cedar County)